# Bojan Stupica
Bojan Stupica, slovenski režiser, gledališki igralec in scenograf, * 1. avgust 1910, Ljubljana, † 22. maj 1970, Beograd.
Stupica je v Ljubljani diplomiral iz arhitekture. Leta 1935 je postal režiser v Drami. V drugi svetovni vojni je bil interniran v italijanskem taborišču Gonars, kamor so ga Italijani zaprli leta 1942. Po kapitulaciji Italije se je vrnil iz taborišča hudo bolan. Leta 1945 je postal pomočnik upravnika Drame, kasneje pa je postal tudi direktor te ustanove. Leta 1946 je odšel na študijsko potovanje v Moskvo in Leningrad in tam pobliže spoznal sovjetsko gledališče. 11. novembra 1946 je komiteju za umetnost in kulturo v Beogradu predal elaborat za ustanovitev centralnega jugoslovanskega teatra, kasnejšega Jugoslovanskega dramskega gledališča. Med letoma 1947 in 1955 je bil tudi umetniški vodja tega gledališča, obenem pa je režiral številne predstave, med katerimi so nekatere dosegle tudi velik mednarodni uspeh. Poleg tega je v letih 1945−1947 kot profesor igre in režije predaval tudi na Akademiji za igralsko umetnost. Kot profesor je režijo in igro v letih 1948−1949 predaval tudi na Pozorišnoj akademiji ter bil v letih 1955−1957 profesor istih predmetov tudi na Akademiji za kazališnu umjetnost v Zagrebu.
Po vojni se je Stupica posvetil tudi filmu in postal filmski režiser in igralec. Njegov prvi celovečerni film je Jara gospoda, ki ga je režiral leta 1953.
Društvo dramskih umetnikov Srbije vsako leto podeli nagrado, ki nosi ime Bojana Stupice.